# 우에다 아야세
우에다 아야세(일본어: 上田 綺世, 1998년 8월 28일 ~ )는 일본의 축구 선수로 현재 네덜란드 에레디비시의 페예노르트에서 공격수로 뛰고 있다.

## 클럽 경력

### 가시마 앤틀러스
2019년 7월 J1리그의 가시마 앤틀러스에 입단한 뒤 같은 해 7월 31일에 열린 우라와 레즈와의 J1리그 2019 16라운드 경기에서 도이 쇼마와의 교체 투입을 통해 프로 데뷔전을 치렀으며 데뷔 시즌인 2019 시즌에서 공식전 17경기 4골을 뽑아내며 팀의 J1리그 2019 3위 및 2020년 AFC 챔피언스리그 예선 플레이오프 진출, 2019년 천황배 준우승, 2019년 J리그컵 4강 진출 등에 기여하며 데뷔 시즌을 성공적으로 마쳤다.
이후 2020 시즌부터 2022 시즌까지 공식전 86경기 43골로 2시즌 연속 리그 4위(2021, 2022), 2022년 천황배 4강 진출 등에 기여하며 가시마 앤틀러스의 주전 공격수로 맹활약했다.

### 세르클러 브뤼허
2022년 7월 1일 가시마 앤틀러스를 떠나 벨기에 퍼스트 디비전 A 소속팀인 세르클러 브뤼허에 입단했다.

## 국가대표팀 경력

### 일본 U-23 대표팀
호세이 대학 재학 시절 2018년 아시안 게임에 일본 U-23 대표팀의 일원으로 참가하여 이 대회에서 3골(16강전, 4강전, 결승전)을 터뜨리며 일본의 은메달 획득에 기여했고 특히 대한민국과의 결승전에서 기록한 헤더 만회골을 통해 대한민국에도 자신의 이름을 알렸으며 이듬해 이탈리아 나폴리에서 열린 2019년 하계 유니버시아드에도 참가하여 5경기 4골을 터뜨리는 맹활약으로 팀의 금메달 획득에 공헌했다.
이후 자국에서 열린 2020년 하계 올림픽 본선 최종 엔트리에 합류하여 이 대회에서 팀의 9년만의 올림픽 4강 진출에 일조했지만 팀은 4강에서 스페인, 동메달 결정전에서 멕시코에 연달아 패하면서 53년만의 올림픽 메달 획득에 실패했다.

### 일본 A대표팀
2019년 코파 아메리카 출전 엔트리에 이름을 올리며 데뷔 후 처음으로 A 대표팀에 발탁되었고 칠레와의 2019년 코파 아메리카 C조 조별리그 1차전에서 일본 A 대표팀에서의 첫 데뷔전을 가졌으며 그 뒤 같은 해 12월 대한민국 부산광역시에서 열린 2019년 EAFF E-1 풋볼 챔피언십에 참가하여 일본의 준우승에 일조했지만 득점에는 실패했다.
그 후 2022년 FIFA 월드컵 본선 엔트리에 합류하며 생애 첫 월드컵 본선 무대를 밟았고 코스타리카와의 E조 조별리그 2차전에 선발로 출전하며 팀의 2회 연속이자 통산 4번째 월드컵 16강 진출에 일조했지만 팀은 16강에서 전 대회 준우승팀인 크로아티아와 승부차기까지 가는 접전을 벌였으나 승부차기에서 1-3으로 패하며 사상 첫 월드컵 8강 문턱에서 또 다시 고배를 마셨다.

## 통계
| 일본 | 일본 | 일본 |
| 연도 | 출전 | 득점 |
| ---- | ---- | ---- |
| 2019 | 6    | 0    |
| 2020 | 0    | 0    |
| 2021 | 0    | 0    |
| 2022 | 6    | 0    |
| 2023 | 7    | 7    |
| 2024 | 11   | 7    |
| 통산 | 30   | 14   |

## 수상

### 클럽
가시마 앤틀러스
- J1리그 : 3위 (2019), 4위 (2021, 2022)
- 천황배 : 준우승 (2019), 4강 (2022)
- J리그컵 : 4강 (2019)

### 국가대표팀
일본
- EAFF E-1 풋볼 챔피언십 : 준우승 (2019)

 일본 U-23
- 아시안 게임 : 은메달 (2018)
- 하계 유니버시아드 : 금메달 (2019)
- 하계 올림픽 : 4위 (2020)